# Seiko
Seiko (TYO 8050) és una marca de rellotges japonesa fundada al Japó, a Kyobashi, el 1877 per en Kintaro Hattori.